# Pulledagen Hoogeveen
De Pulledagen in Hoogeveen worden elke jaar in de zomer gehouden. Het is een (rommel)markt in de Hoofdstraat en de Schutstraat van Hoogeveen, er staan eetkraampjes en diverse artiesten geven een optreden. Particulieren bieden hun 'zolderspullen' te koop aan.
De Pulledag wordt op een donderdag gehouden, dit omdat dit vroeger de dag was waarop de boeren uit de omgeving ´s morgens aan de pulle (melkbus) hun weekopbrengst in een envelop ontvingen. Tevens zaten hierin de kwaliteitsgegevens van de melk. Zo komen de Pulledagen ook aan hun naam: een pulle is een melkbus, deze werden per bok (klein houten platbodem) naar de melkfabriek vervoerd. De boerinnen gingen op donderdag naar Hoogeveen naar de markt om hier met dit geld hun voorraad aan te vullen en de boodschappen te doen.
Later werd er door Hoogeveen 6 donderdagen tijdens de zomer uitgeroepen als pulledagen om dit historische feit te blijven herinneren. 